# مورانو سول بو
مورانو سول بو (بالإيطالية: Morano sul Po)‏ هي بلدية في مقاطعة ألساندريا في إقليم بييمونتي في إيطاليا.

## السكان
في سنة 1861 بلغ عدد السكان 2٬405 نسمة، وتطور العدد ليصل في سنة 2011 لـ 1٬511 نسمة.
يظهر هذا المخطط البياني تطور النمو السكاني لـ مورانو سول بو